# Four Star Playhouse

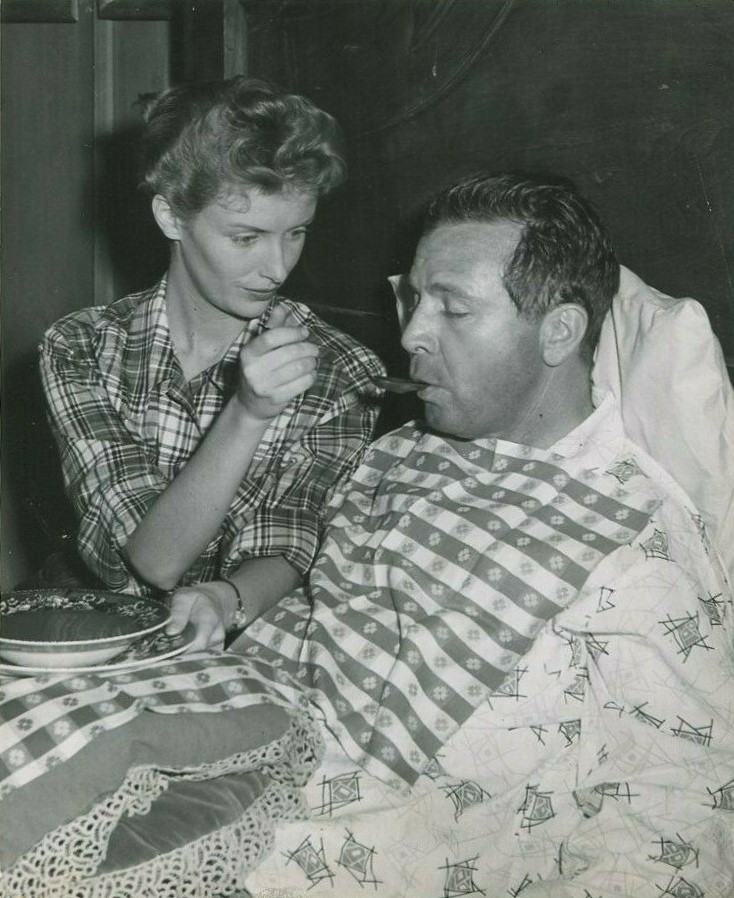
Joan Camden et Dick Powell, épisode Detective's Holiday (1954)

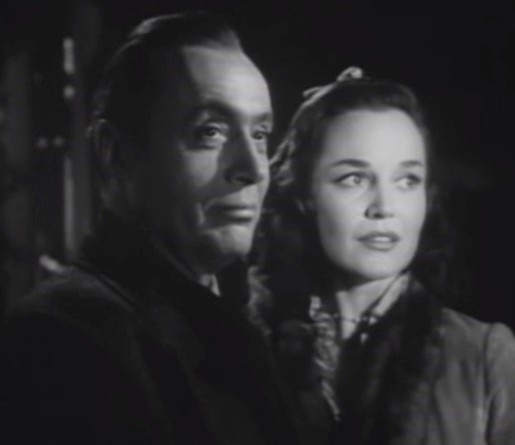
Charles Boyer et Dorothy Hart, épisode Second Dawn (1954)

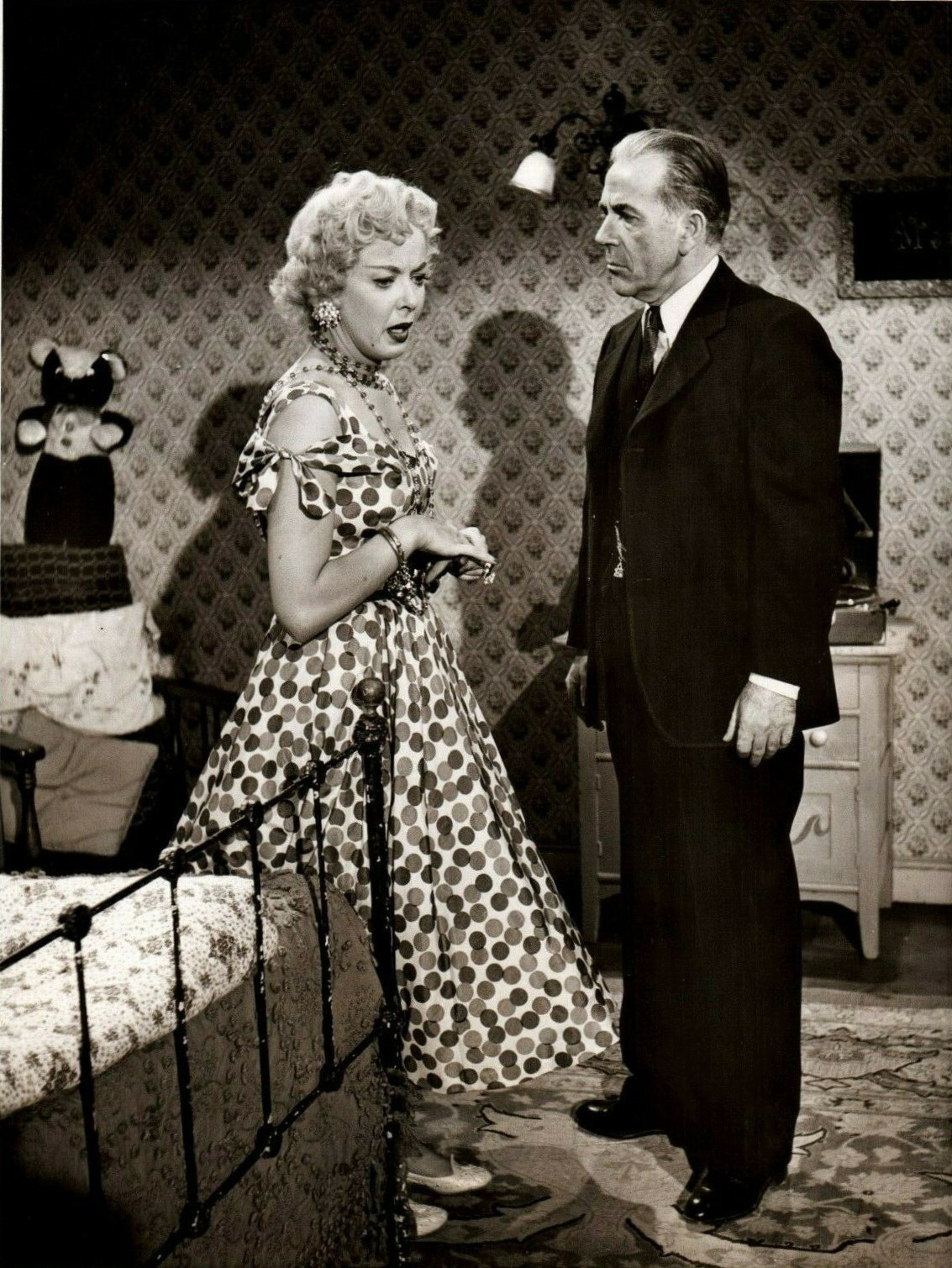
Ida Lupino et Frank Scannell, épisode That Woman (1956)

Four Star Playhouse (titre original) est une série-anthologie américaine en quatre saisons et cent-trente épisodes, diffusée originellement de 1952 à 1956.

## Synopsis
Chaque épisode a un synopsis différent, selon le principe de la série-anthologie.

## Fiche technique
- Titre original : Four Star Playhouse
- Réalisateurs (sélection) :
  - Roy Kellino (46 épisodes, 1953-1956)
  - Robert Florey (38 épisodes, 1952-1956)
  - Richard Kinon (10 épisodes, 1955-1956)
  - Robert Aldrich (5 épisodes, 1953-1954)
  - Blake Edwards (5 épisodes, 1953-1954)
  - William A. Seiter (4 épisodes, 1954-1956)
- Scénario (sélection) :
  - Blake Edwards (54 épisodes, 1952-1954)
- Musique (sélection) :
  - Ernest Hughes (épisodes non spécifiés)
  - Gérard Calvi (2 épisodes, 1955-1956)
- Directeurs de la photographie (sélection) :
  - George E. Diskant (114 épisodes, 1952-1956)
  - Nicholas Musuraca (5 épisodes, 1953-1956)
- Direction artistique (sélection) :
  - Duncan Cramer (en) (100 épisodes, 1952-1956)
  - Ralph Berger (en) (21 épisodes, 1952-1953)
- Montage (sélection) :
  - Samuel E. Beetley (93 épisodes, 1952-1956)
- Producteurs (sélection) :
  - Charles Boyer (29 épisodes, 1952-1956)
  - David Niven (28 épisodes, 1952-1956)
  - Dick Powell (28 épisodes, 1952-1956)
  - Roy Kellino (7 épisodes, 1954-1955)
  - Ronald Colman (3 épisodes, 1952-1953)
- Série-anthologie en noir et blanc – Durée de chaque épisode : 25 min
- Société de production : Four Star Television (en)
- Chaîne de première diffusion : Columbia Broadcasting System (CBS)
- Dates de diffusion ( États-Unis) : 
  - Premier épisode (My Wife Geraldine) : 25 septembre 1952
  - Dernier épisode (Success Story) : 26 juillet 1956

## Distribution (sélection)
(par nombre d'épisodes et ordre alphabétique)

### Plusieurs épisodes
- David Niven (32 épisodes, 1952-1956)
- Dick Powell (32 épisodes, 1952-1956)
- Charles Boyer (30 épisodes, 1952-1956)
- Ida Lupino (19 épisodes, 1953-1956)
- Herb Vigran (14 épisodes, 1952-1956)
- Regis Toomey (8 épisodes, 1952-1956)
- Rhys Williams (6 épisodes, 1952-1955)
- John Doucette (5 épisodes, 1954-1955)
- Ronald Colman (4 épisodes, 1952-1954)
- Merle Oberon (3 épisodes, 1953-1955)
- Teresa Wright (2 épisodes, 1955-1956)

### Un épisode
- Charles Bronson (épisode The Whitness, 1953)
- Angie Dickinson (épisode The Rites of Spring, 1956)
- Joanne Dru (épisode A Kiss for Mr. Lincoln, 1955)
- Cedric Hardwicke (épisode Tunnel of Fear, 1956)
- Maureen O'Sullivan (épisode The Gift, 1953)
- Franchot Tone (épisode Award, 1955)
- Lee Van Cleef (épisode Trail's End, 1953)
- Natalie Wood (épisode The Wild Bunch, 1955)

## Épisodes
Voir détails sur l'IMDb ci-après.